# Batu Linanit
Pour les articles homonymes, voir Batu (homonymie).
Le Batu Linanit, en malais Gunung Batu Linanit, est un sommet situé sur le flanc septentrional du mont Murud dans l'État du Sarawak en Malaisie.